# Tour de Duin
La Tour de Duin est l'une des tours d'un ancien château féodal situé sur une colline au sud de Bex dans le canton de Vaud en Suisse.

## Historique
Cette tour appartient à la ruine d’un château construit après 1177 et incendié en 1476, puis restauré et habité jusqu'en 1641. Il ne subsiste que la tour cylindrique, dont les vestiges ont été restaurés en 1899.
La famille de Duin, originaire d'un fief aux abords du lac d'Annecy, dans le Genevois, hérite de la partie des Blonay, en 1431 de la seigneurie de Bex et du château.

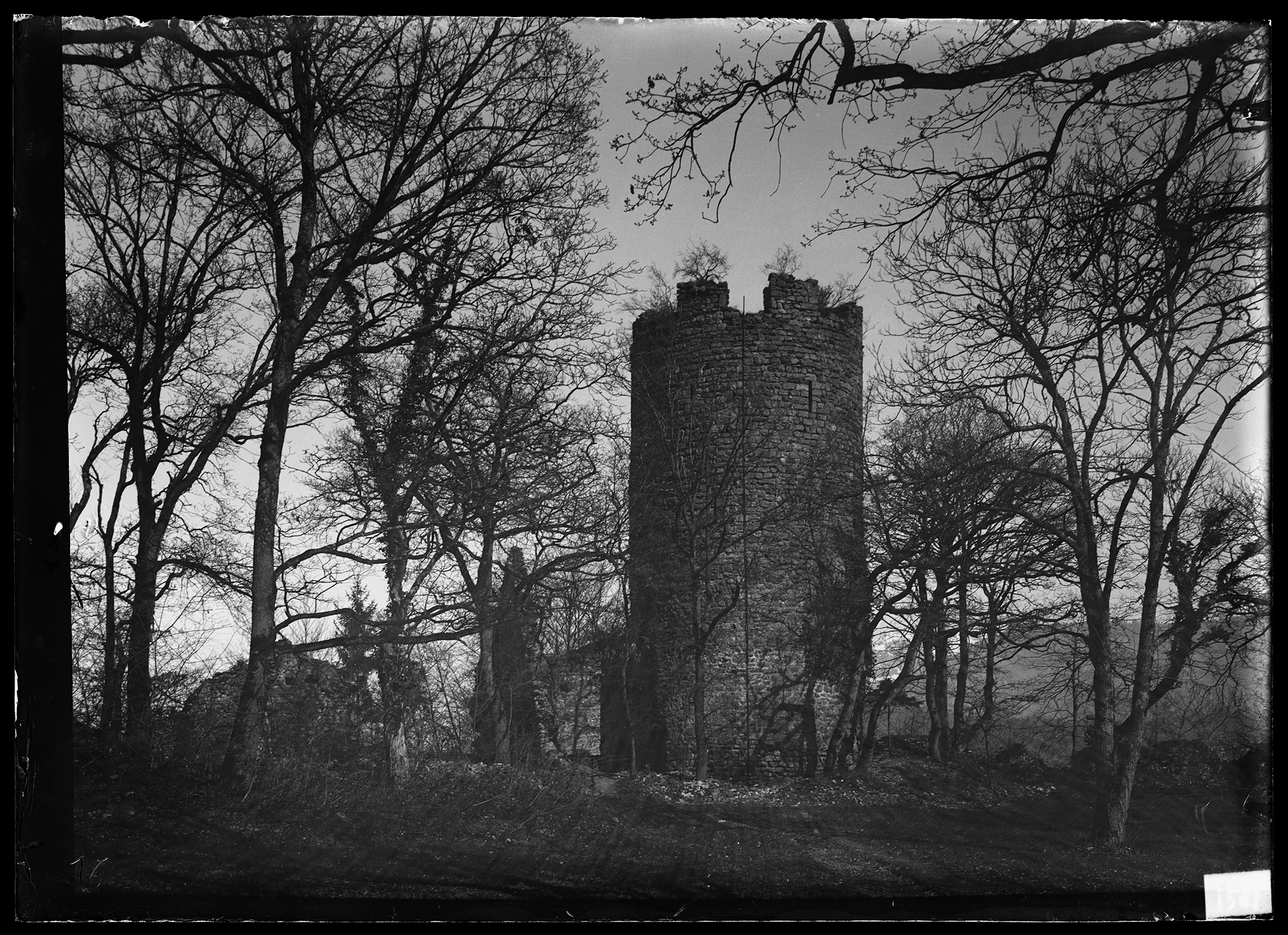
Photographie par Albert Naef, 1901 (Archives cantonales vaudoises).